# Tenampulco (kommun)
Tenampulco är en kommun i Mexiko.   Den ligger i delstaten Puebla, i den sydöstra delen av landet, 200 km öster om huvudstaden Mexico City. Antalet invånare är 6 721. Arean är 108 kvadratkilometer.
Terrängen i Tenampulco är platt norrut, men söderut är den kuperad.
Följande samhällen finns i Tenampulco:
- La Lima
- Santa Lucía
- Lázaro Cárdenas
- Paso del Palmar
- El Jicarillo
- El Tecajete
- Arroyo Blanco
- La Florida
- Caracoles
- Cerro de la Campana
- La Sabana